# César Ritz
César Ritz (Niederwald, 23 februari 1850 - Küssnacht, 24 oktober 1918) was een Zwitsers hotelier. Hij was de oprichter van verschillende hotels, waaronder het Hôtel Ritz.

## Biografie
César Ritz was de oprichter van het Hôtel Ritz aan het Place Vendôme in Parijs, waar de Parijse society zich thuis zou voelen. Daarnaast was hij manager van onder andere het Grandhotel in Rome en Savoy in Londen. De Ritz Hotel Syndicate inc. verkreeg, dankzij de hulp van Louis-Alexandre Lapostolle van Grand-Marnier, in 1896 hotel de Gramont dat na een grondige verbouwing op 1 juni 1898 zijn deuren opende onder de naam Ritz Paris.
- Bibliothèque nationale de France: cb17037965h (data)
- Gemeinsame Normdatei: 11878899X
- Historisch woordenboek van Zwitserland: 030868
- International Standard Name Identifier: 0000 0000 2546 4611
- Library of Congress Control Number: n84079032
- Nationale Bibliotheek van Israël: 987007416744105171
- Nederlandse Thesaurus van Auteursnamen: 244747342
- Système universitaire de documentation: 192849530
- Virtual International Authority File: 64803573
- WorldCat: E39PBJqVV3J834D4MH3MWdRxjC